# 胡得第
胡得第（越南语：／，1875年—？），阮朝舉人、官員。

## 生平[1]
1875年，胡得第出生於承天府富榮縣廣川總安傳社。胡得第是胡得俊之子，慶美郡公胡得忠之弟。
成泰十八年（1906年），胡得第在承天場考中丙午科舉人。
1930年，以尚書銜致仕。
1907年、1912年擔任乂安場鄉試考官，1918年任乂安場鄉試副主考。

## 家庭
- 子胡得僚，啟定三年（1918年）戊午科承天場舉人

## 榮譽
- 柬埔寨王家勳章軍官勳位[1]